# Willi Meinck
Willi Meinck (1. dubna 1914, Dessau – 7. dubna 1993, Žitava) byl německý (NDR) spisovatel, autor dobrodružných knih a cestopisů zejména pro mládež.

## Život
Willi Meinck se narodil v dělnické rodině, vyučil se sazečem a byl aktivní dělnickém sportovním hnutí. Po uchopení moci nacisty a po zatčení několika členů jeho rodiny odjel roku 1933 do Francie, kde pracoval jako dělník v docích a zpíval na ulicích. Roku 1934 se vrátil do vlasti a vykonával různé pomocné práce. Roku 1936 odjel do Maďarska, aby se vyhnul vojenské službě, byl však vrácen do Německa a roku 1938 se stal sanitářem wehrmachtu.
Za druhé světové války se dostal do amerického zajetí. Roku 1946 se vrátil do vlasti a usadil se v sovětské okupační zóně (od roku 1949 Německá demokratická republika), kde působil jako učitel a později ředitel učitelského ústavu. Od roku 1955 byl spisovatelem na volné noze a žil v Berlíně a později v Žitavě.
Krátce po roce 1950 se zúčastnil archeologické výpravy do Mezopotámie (poříčí řek Eufrat a Tigris) a v šedesátých letech cestoval po Indii a Číně.
Těžiště jeho literárního díla je v knihách pro děti a mládež, napsaných často na historické náměty. Kritika velmi ocenila jeho dvoudílnou práci o Marcu Polovi. Kromě toho napsal dva autobiografické romány a reportáže ze svých cest.

## Dílo
- Das Geheimnis der finnischen Birke (1951, Tajemství finské břízy), dobrodružný příběh pro mládež.
- Henri, der tapfere Matrose (1952, Henri, statečný námořník), životopis francouzského aktivisty proti válce v Indočíně Henriho Martina.
- Die Aufstände der Bürger von Worms und Köln (1953, Povstání občanů Wormsu a Kolína nad Rýnem), boržura o Německé selské válce.
- Der Herbststurm fegt durch Hamburg (1954, Podzimní bouře nad Hamburkem), román pro mládež o třídenním povstání hamburského dělnictva v roce 1923 pod vedením Ernsta Thälmanna.
- Marco Polo, dvoudílný dobrodružný historický cestopis pro mládež:
  - Die seltsamen Abenteuer des Marco Polo (1955, Obdivuhodná dobrodružství Marca Pola),
  - Die seltsamen Reisen des Marco Polo (1957, Obdivuhodná putování Marca Pola).
- Hatifa (1958), povídka pro mládež o mladém sumerském písaři Simsalovi, který zachraňuje malou otrokyni Hatifu, a o tom, jak se po dlouhém odloučení a mnoha strastech opět sešli. Příběh byl inspirován hliněnými destičkami s klínovým písmem, které našla archeologická výprava do Mezopotámie, které se autor zúčastnil.
- Die rote Perle (1958, Červená perla), čínské pohádky a pověsti.
- Das verborgene Licht (1959, Skryté světlo), autobiografický román.
- Nixe und der Große Einsame (1960, Rusalka a velká samota), detektivní příběh pro děti.
- Der Neger Jim (1961), Černoch Jim)
- Das zweite Leben (1961), Druhý život), autobiografický román.
- Salvi Fünf oder Der zerrissene Faden (1966), příběh pro mládež o chudém chlapci ze Sicílie.
- Untergang der Jaguarkrieger (1968, Zkáza jaguářích bojovníků, česky jako Mexické drama), dobrodružný historický román pro mládež, příběh aztécké dívky Černé orchidey a jejího druha Opeřeného jelena, velikého zvěda Obsidiánového hada a španělského generála Cortése, který si se svými žoldnéři podmanil říši Aztéků.
- Der Pfefferschotenhändler (1968, Prodavač paprik), indiánské pohádky a pověsti.
- Die gefangene Sonne (1971, Zajaté slunce), dojmy z cesty po Indii.
- Die schöne Madana (1973, Krásná Madana), indické pohádky.
- Tödliche Stille (1974, Smrtící ticho), dobrodružný historický román z Bengálska v období britské nadvlády na začátku 20. století.
- Das Ramayana (1976, Rámajána), převyprávění indického eposu pro mládež.
- Delibab oder Spiel mit bunten Steinen (1978, Delibab nebo hra s barevnými kameny), kniha, ve které se mladý čtenář zábavnou formou seznámí se životem v Indii.
- Warten auf den lautlosen Augenblick (1980, Čekání na tichou chvíli), povídky.
- Auf einmal kam ein Riese (1981, Najednou tam byl obr), kniha por malé čtenáře.
- Wie Pandschi Puthan den mächtigen Strom zähmte und andere märchenhafte Geschichten aus Sri Lanka (1981, Jak Pandži Putchan zkrotil mocný proud a další pohádkové příběhy ze Srí Lanky).
- Die Blumenwiese am Auge des Himmels (1983, Kvetoucí louka v oku nebe), moderní pohádka.
- Kaffeetrinken im Grand-Hotel (1983, Pití kávy v grand-hotelu), cestopisné příběhy.
- In den Gärten Ravanas (1983, V Rávanově zahradě), cestopis ze Srí Lanky.
- Katerträume (1988, Kočičí sny), kniha pro malé čtenáře.
- Der Oybin brennt (1992, Oybin hoří), historický příběh o útoku na hrad Ojvín, sídlo loupeživých rytířů na skalnatém útesu u Žitavy.
- Sprünge über die Jahre 1983 – 1992, nepublikováno.

## Filmové adaptace
- Hatifa (1960), německý (NDR) film, režie Siegfried Hartmann.

## Česká vydání
- Podzimní bouře nad Hamburkem, SNDK, Praha 1956, přeložilí Vítězslav Houška a Milan Korejs.
- Hatifa, Albatros, Praha 1971, přeložila Marie Vindišová.
- Mexické drama, Albatros, Praha 1975, přeložila Julie Heřmanová.